# 海港門戶交通中心
海港門戶交通中心（英語：Harbor Gateway Transit Center）是银线等公交车的起讫站点，海港公交专用道的南端终点。位于110号州际公路和91号国道的西南边，十分靠近卡森市。该站共有12个公交站台900个车位。